# Вымазалова, Ленка
Ленка Вымазалова (чеш. Lenka Vymazalová, 15 июня 1959, Литомержице, Чехословакия) — чехословацкая хоккеистка (хоккей на траве), полевой игрок. Серебряный призёр летних Олимпийских игр 1980 года.

## Биография
Ленка Вымазалова родилась 15 июня 1959 года в чехословацком городе Литомержице (сейчас в Чехии).
Играла в хоккей на траве за «Славой Вышеград» из Праги, в составе которого в 1985 и 1987 годах становилась чемпионкой страны.
В 1980 году вошла в состав женской сборной Чехословакии по хоккею на траве на летних Олимпийских играх в Москве и завоевала серебряную медаль. Играла в поле, провела 2 матча, мячей не забивала.